# Berta Zuckerkandl-Szeps
Berta Zuckerkandl-Szeps (ur. 13 kwietnia 1864 w Wiedniu, zm. 16 października 1945 w Paryżu) – austriacka pisarka, dziennikarka, krytyczka sztuki żydowskiego pochodzenia. Pisała dla „Wiener Allgemeine Zeitung” oraz „Neue Wiener Journal”. Jej salony stały się ważnymi miejscami spotkań przedstawicieli świata artystycznego Wiednia. Córka Moritza Szepsa, żona Emila Zuckerkandla, szwagierka Georges’a Clemenceau. Salon Zuckerkandlów był miejscem spotkań najważniejszych postaci świata artystycznego Wiednia; bywali tam Gustav Klimt, Gustav Mahler, Max Reinhardt, Arthur Schnitzler i inni. Zuckerkandl-Szeps była współzałożycielką Festiwalu w Salzburgu; w 1938 roku emigrowała do Paryża, potem do Algieru. Zmarła 16 października 1945 roku w Paryżu.

## Życiorys

### Pochodzenie i młodość
Berta Zuckerkandl urodziła się 13 kwietnia 1864 roku w Wiedniu jako Bertha Szeps (swoje imię zapisywała jednak bez użycia litery „h”). Jej ojciec, Moritz Szeps był potentatem na rynku prasy austriackiej i wydawcą gazety „Neues Wiener Tagblatt”. Razem z żoną Amalie (Schlesinger) Szeps miał jednego syna i dwie córki. Rodzina Szepsów należała do akulturowanych Żydów wiedeńskich. Religia nie odgrywała w ich życiu ważnej roli. Dużą wagę przykładano zaś do wszechstronnego wykształcenia. Dzieci Szepsów miały prywatnego nauczyciela, historyka sztuki, Alberta Ilga (1847-1896). Uczył on Bertę i jej siostrę Sophie i to właśnie on był kluczową postacią, która wpłynęła na ich zainteresowanie sztuką.
Ważną częścią życia rodziny było zaangażowanie polityczne. Berta już jako mała dziewczynka mogła poznać znane osobistości światowej polityki (m.in.: brytyjskiego premiera Benamina Disraeliego), które odwiedzały dom rodziców i salon prowadzony przez jej matkę Amalie. Mortiz Szeps był bliskim doradcą arcyksięcia austriackiego Rudolfa Habsburga-Lotaryńskiego. Był zwolennikiem sojuszu austriacko-francuskiego i przyjaźnił się z liberalnymi politykami francuskimi: Leonem Gambettą oraz Georges’em Clemenceau. W maju 1880 roku cała rodzina towarzyszyła Moritzowi Szepsowi w podróży do Paryża na kongres pisarzy. Wyprawa ta zapoczątkowała fascynację Berty kulturą francuską.

### Małżeństwo i pierwszy salon
W 1883 roku dziennikarz Berthold Fischer przyprowadził do domu Szepsów Emila Zuckerkandla. Trzy lata później, 15 kwietnia 1886 roku, Zuckerkandl został mężem Berty. Na życzenie państwa młodych ceremonia ślubna miała miejsce w ogrodzie zimowym domu Szepsów przy ulicy Lichtensteierstraße. Po ślubie przeprowadzili się do Grazu, gdzie Emil Zuckerkandl był od 1882 roku profesorem zwyczajnym kierującym katedrą anatomii. W 1888 roku Emil Zuckerkandl został profesorem anatomii opisowej i topograficznej na Uniwersytecie Wiedeńskim i wraz z Bertą wrócił do Wiednia.
Zainspirowana swoją siostrą Sophie, która prowadziła w Paryżu salon, Berta Zuckerkandl otworzyła w Wiedniu swój własny. Mieścił się on przy ulicy Nusswaldgasse nr 22 (obecnie Villa Knips) i stał się miejscem spotkań literatów i artystów, głównie przedstawicieli wiedeńskiej awangardy. Do ówczesnego kręgu jej salonowych gości należeli: Gustav Klimt, Josef Hoffmann, Kolo Moser, Carl Moll, Otto Wagner, Oskar Kokoschka oraz Egon Schiele. Salon Berty odwiedzali także przyjaciele Emila, Julius Wagner-Jauregg, Julius Tandler oraz Ernst Mach. Ponadto do innych ważnych osobistości skupionych przy Nusswaldgasse nr 22 należy należeli: Stefan Zweig, Franz Werfel, Felix Salten, Raoul Auerheimer, Richard Beer-Hofmann, Egon Friedell, Taddäus Rittner, Max Burckhard, Richard Specht, David Josef Bach, Max Reinhardt, Anton Hanak oraz Hermann Bahr.
W tym samym czasie Berta zaangażowała się w działalność dziennikarską, kulturową oraz, kontynuując dziedzictwo swojego ojca, polityczną. W „Wiener Allgemeine Zeitung” prowadziła swoją własną kolumnę „Kunst und Cultur”.

### I wojna światowa i okres międzywojenny
19 sierpnia 1914 opublikowała w prasie manifest młodych francuskich autorów nawołujący do szybkiego zakończenia działań wojennych i zawarcia pokoju. Krótko potem spotkała się w paryskim salonie swojej siostry z Harrym Grafem Kesslerem, pisarzem, kolekcjonerem sztuki i dyplomatą. Za jego namową postanowiła wyjechać do Szwajcarii, gdzie miała za zadanie przechwytywać austriackie pisma propagandowe. Pobyt w Szwajcarii wykorzystywała również do tego, aby w tamtejszych gazetach publikować swoje pacyfistyczne artykuły. Opublikowała odezwę do komisji humanitarnej, w której zwróciła uwagę na ciężkie położenie galicyjskich Żydów. Wzywała także mieszkańców Wiednia do większej tolerancji względem imigrantów wojennych, głównie Żydów ze wschodnich prowincji Imperium.
Po wojnie została uznana za nieoficjalnego austriackiego dyplomatę zarówno przez partie socjalistyczne, jak i konserwatywne. Zajmowała się w organizacją nieformalnych spotkań austriackich władz z francuskimi politykami. O jej znaczącej pozycji świadczyło również osobiste zaangażowanie w sprawę Philippa Halsmanna. Był on Żydem z Rygi, który przyjechał do Tyrolu. Został oskarżony przez jednego z lokalnych antysemitów o zabójstwo swojego ojca, a następnie skazany na karę pozbawienia wolności. Na skutek interwencji Berty, Halsmann został uniewinniony.
Po zakończeniu wojny Berta została zmuszona do przeprowadzki do centrum Wiednia. Jej dom przy Nusswaldgasse nie nadawał się do ponownego zamieszkania. Nowe mieszkanie Zuckerkandl mieściło się w Palais Auspitz-Lieben przy Oppolzergasse 6, gdzie do dziś mieści się Cafe Landtmann. W nim w 1922 roku otworzyła swój drugi salon, który w okresie międzywojennym stał się znaczącym miejscem spotkań artystów i polityków. Ponadto Zuckerkandl nadal publikowała artykuły i recenzje. Po zamknięciu po 28 latach działalności „Wiener Allgemeine Zeitung”, zamieszczała swoje teksty w gazetach takich jak „Wiener Tag”, „Volkszeitung”, „Bühne” i „Neues Wiener Journal”. W 1924 roku opublikowała serię wywiadów z prominentnymi politykami francuskimi i brytyjskimi, w tym z premierami i ministrami finansów.

### II wojna światowa i emigracja do Paryża
Po dojściu do władzy koalicji partii prawicowych i utworzeniu reżimowego Frontu Ojczyźnianego o charakterze austrofaszystowskim, Berta Zuckerkandl zaprzestała działalności politycznej. Po aneksji terytorium Federalnego Państwa Austriackiego przez Rzeszę Niemiecką 12 marca 1938 roku postanowiła wyjechać do Paryża. Ze względu na to, że rząd francuski nie uznawał już wiz austriackich, opuszczenie Wiednia było możliwe dopiero po osobistej interwencji Paula Clemenceau. Dzięki niemu Berta, jej synowa Trude oraz wnuk Emil 26 marca 1938 udali się do Paryża, gdzie czekał na nich jej jedyny syn, Fritz.
W Paryżu zamieszkała w kamienicy przy Rue Belles-Feuilles 22 i dołączyła do zrzeszenia austriackich imigrantów, Zentralvereinigung Österreichischer Emigranten. Do jego członków należeli także Bruno Walter, Franz Werfel, Alma Werfel, Alfred Polgar oraz Friederike Zweig. Zrzeszenie pomagało uchodźcom przy załatwianiu różnorodnych formalności takich jak wizyta w urzędzie czy uzyskanie zezwolenia na pobyt we Francji.

### Ostatnie lata
Po zajęciu Paryża przez niemieckie oddziały dnia 14 czerwca 1940 roku, rodzina Fritza Zuckerkandla uciekła do Algierii. Niedługo potem dołączyła do nich Berta. W Algierii zajmowała się pisaniem artykułów do tygodnika TAM. Pisała o przyszłych zadaniach z dziedziny polityki i kultury, jakie będą czekały Austrię po zakończeniu wojny. Prowadziła również audycję radiową, a także kończyła książkę o Clemenceau. Praca zatytułowana „Clemenceau, tel que je l’ai connu” (Clemencau, taki jakiego znałam) ukazała się w Algierii w 1944 roku.
W liście do Theodora Csokora z dnia 24 lipca 1945 roku Berta Zuckerkandl wspominała, że to najprawdopodobniej jej ostatni list. Skarżyła się na zły stan zdrowia oraz wspominała, że lekarze doradzają jej powrót do Paryża, gdyż w Afryce nie ma dla niej lekarstwa. We wrześniu Zuckerkandl wróciła do Paryża na pokładzie wojskowego samolotu. Zmarła 16 października 1945 roku. Została pochowana na cmentarzu Père Lachaise w Paryżu.

## Prace
- Die Pflege der Kunst in Österreich 1848-1898. Dekorative Kunst und Kunstgewerbe. Wiedeń, 1900
- Zeitkunst Wien 1901-1907. Heller, Wiedeń, 1908
- Ich erlebte 50 Jahre Weltgeschichte. Bermann-Fischer Verlag, Sztokholm, 1939
- Clemenceau tel que je l’ai connu. Algier, 1944
- Österreich intim. Erinnerungen 1892-1942. Propyläen, Frankfurt nad Menem, 1970; Ullstein, Frankfurt am Main, 1988, ISBN 3-548-20985-8.